# 610. п. н. е.

## Рођења
- Анаксимандар, грчки филозоф. († 546. п. н. е.)